# 로니 래드키
로널드 조지프 "로니" 래드키(영어: Ronald Joseph "Ronnie" Radke, 1983년 12월 15일 ~ )는 미국의 가수이다. 미국 포스트 하드코어 밴드 폴링 인 리버스의 리드 보컬을 맡고 있다.